# La hora wiki
La hora Wiki fue un programa juvenil de televisión emitido por Canal+, entre el 6 de septiembre de 2004 y junio de 2005.

## Formato
Cada tarde durante una hora y media, La hora Wiki proponía un recorrido entretenido e informal por las tendencias más actuales, la cultura de masas, las nuevas formas de expresión y de relación en el siglo XXI. El programa contaba además con la participación del espectador. A través de pequeños reportajes el programa informaba de las últimas tendencias en música, moda, cine, libros, videojuegos, televisión y publicidad.
Estaba presentado por Raquel Sánchez-Silva y Nico Abad. Contaba además con un dj en el plató (Dj Calambre) que actuaba durante las presentaciones del programa. 
Se emitía en directo y en abierto (sin codificar) en Canal+3-4 de martes a viernes de 20 a 21 horas. Estuvo en antena durante una temporada hasta la llegada de la cadena Cuatro que reemplazó la señal analógica de Canal+ España.